# Zomba Music Group
Zomba Music Group (або просто Zomba Group) — колишня музична група та підрозділ, що належав і яким керував Sony Music Entertainment. Підрозділ був перейменований на Jive Label Group у 2009 році і був розміщений під парасолькою RCA/Jive Label Group. У 2011 році група RCA/Jive Label Group була розділена навпіл. Кілька виконавців Jive Label Group були переведені до Epic Records, а інші залишилися з Jive, коли він перейшов до RCA Music Group. У жовтні 2011 року Jive Records було закрито, а їх виконавців перевели на RCA Records.

## Ресурси
- Cohen, Jane; Bob Grossweiner (6 липня 2007). Industry Profile: Ralph Simon. CelebrityAccess.com. Процитовано 25 вересня 2009.
- Knopper, Steve (2009). Appetite for Self-Destruction: The Spectacular Crash of the Record Industry in the Digital Age. New York: Free Press. (primarily Chapter 3)
- Pederson, Jay (2003). International Directory of Company Histories. Т. 52. New York: St. James Press. ISBN 978-1-55862-482-5. Процитовано 25 вересня 2009.
- Scott, Ajax (August 1996). Clive Calder. Music Business International. 6 (4).
- White, Timothy (5 травня 2001). Billboard: The International Newsweekly of Music, Video and Home Entertainment (PDF). Billboard. Т. 113, № 18. (this issue features a "Special Report" with multiple articles about Zomba)